# Zmarli w roku 1845
Lista osób zmarłych w 1845:

## styczeń 1845
- 12 stycznia – Piotr Franciszek Jamet, francuski duchowny katolicki, błogosławiony[1]
- 20 stycznia – Edward Raczyński, działacz społeczny, fundator Biblioteki Raczyńskich[2]

## kwiecień 1845
- 4 kwietnia – Friedrich Adolf Krummacher, ewangelicki teolog pochodzenia niemieckiego (ur. 1767)[3]
- 18 kwietnia – Nicolas-Théodore de Saussure, szwajcarski fitochemik i botanik[4]

## maj 1845
- 2 maja – August Friedrich Pauly, niemiecki pedagog i filolog klasyczny[5]

## czerwiec 1845
- 8 czerwca – Andrew Jackson, siódmy prezydent USA[6]
- 12 czerwca – Franciszek Ksawery Zachariasiewicz, polski duchowny katolicki, biskup przemyski[7]

## sierpień 1845
- 7 sierpnia – Robert Graham, szkocki lekarz i botanik[8]
- 26 sierpnia – Philippe de Girard, francuski inżynier i wynalazca[9]

## wrzesień 1845
- 10 września – Jan Perner, czeski konstruktor linii kolejowych i budowniczy[10]
- 21 września – Klementyna Hoffmanowa, polska prozaiczka, dramatopisarka, pedagożka[11]